# Wschodnioniemiecka Formuła 2
Wschodnioniemiecka Formuła 2 – cykl wyścigów samochodowych według przepisów Formuły 2, rozgrywany w Niemieckiej Republice Demokratycznej w latach 1952–1954.

## Historia
Mimo niedoboru benzyny oraz konfiskaty samochodów przez ZSRR, 24 lipca 1949 roku odbył się pierwszy wyścig samochodowy na terenie radzieckiej strefy okupacyjnej. W tamtym okresie kierowcy używali głównie przystosowanych przedwojennych BMW pod nazwą BMW Eigenbau.
Pierwszy sezon mistrzostw Formuły 2 w NRD odbył się w 1952 roku. Tamte mistrzostwa wygrał Edgar Barth, który wygrał trzy wyścigi. W sezonie 1953 Barth obronił tytuł, zwyciężając czterokrotnie. W roku 1954 z planowanych pięciu wyścigów rozegrano trzy. Zgodnie z regulaminem uniemożliwiało to wyłonienie oficjalnego mistrza NRD, przyznano  jednak tytuł „DDR-Bester”, który otrzymał Rudolf Krause.

## Mistrzowie
| Sezon | Mistrz        | Zespół            | Samochód          |
| ----- | ------------- | ----------------- | ----------------- |
| 1952  | Edgar Barth   | IFA Rennkollektiv | IFA DAMW-BMW      |
| 1953  | Edgar Barth   | EMW Rennkollektiv | EMW-BMW           |
| 1954  | Rudolf Krause | Dora Greifzu      | Greifzu 51/54-BMW |